# Batman, la relève
Pour les articles homonymes, voir Batman (homonymie).
Batman, les nouvelles aventures La Ligue des justiciers
Batman, la relève ou Batman 2000 (Batman Beyond en version originale) est une série télévisée d'animation américaine en 52 épisodes de 25 minutes, créée par  Bruce Timm, Paul Dini et Alan Burnett d'après le personnage de Bob Kane et Bill Finger en 1939, diffusée entre le 10 janvier 1999 et le 18 décembre 2001 dans le bloc de programmes Kids' WB sur The WB.
Suite des séries Batman de 1992 et 1997 et faisant partie du DC Animated Universe, la série met en scène Terry McGinnis succédant à Bruce Wayne pour porter le costume de Batman et ainsi combattre le crime dans une vision futuriste de la ville de Gotham City.
La série aura comme suite le film Batman, la relève : Le Retour du Joker (2000) et donnera lieu au spin-off Le Projet Zeta (2001-2002).
En France, la première saison a été diffusée sous le titre Batman 2000 à partir du 8 mai 1999 dans Décode pas Bunny sur Canal+; rediffusion et épisodes inédits sous le titre Batman, la relève à partir du 5 septembre 1999 sur France 3 et sur la chaîne Toonami depuis octobre 2017. Au Québec, la série a été diffusée sur Vrak.

## Synopsis
Le premier épisode de la série nous montre Bruce Wayne, n'ayant plus la force physique nécessaire à poursuivre sa croisade en tant que Batman, et prenant définitivement sa retraite. Vingt ans plus tard, Terry McGinnis, un jeune « difficile », fait la rencontre d'un Bruce Wayne octogénaire, toujours vif, aux prises avec une bande de voyous (« Les Jokers »). Le jeune homme, plutôt bagarreur, fait fuir les agresseurs aux côtés de Wayne et raccompagne Bruce dans son manoir où il vit reclus, avec son chien Ace pour seule compagnie. Là, par inadvertance, Terry McGinnis découvre la Batcave et comprend que son hôte n'est autre que celui qu'on appelait autrefois Batman.
Lorsque le père de Terry McGinnis, employé de Wayne-Powers Industries, découvre un trafic d'armes biologiques orchestré par son employeur Derek Powers, il est assassiné. Le jeune homme se tourne vers Bruce Wayne, actionnaire de l'entreprise, pour obtenir de l'aide, mais il lui conseille de s'adresser au commissaire Barbara Gordon. Terry McGinnis pénètre alors de nuit dans la Batcave pour voler le dernier costume de Batman : un équipement high-tech qui lui permettait de continuer la lutte malgré son âge avancé. Après que Terry McGinnis a mis fin aux agissements de Derek Powers, face au crime et à la corruption qui règnent à nouveau au cœur de Gotham City, Bruce Wayne consent à laisser Terry reprendre la croisade de Batman, sous sa tutelle. Il devient alors le nouveau justicier de Gotham City.
Terry McGinnis affronte par la suite son propre panel de méchants : la voluptueuse métamorphe Inque, l'hypnotiseur Spellbinder, l'expert en ultrasons Stridor, le gangster radioactif nommé le Fléau, l'assassin Curare, l'organisation criminelle Cobra, le terroriste Mad Stan et le traqueur africain Stalker. À plusieurs occasions, Terry McGinnis se retrouve également face à d'anciens ennemis de son mentor, comme Mr. Freeze, Bane (âgé, mourant, le corps détruit par la substance dopante qui lui donnait sa force), le multiple centenaire Ra's al Ghul, le Gang du Flush Royal, et même, dans le film Batman, la relève : Le Retour du Joker, un Joker ressuscité.

## Distribution

### La Bat-Family
| Personnage                 | Comédien version originale,                                | Comédien version française |
| -------------------------- | ---------------------------------------------------------- | -------------------------- |
| Terry McGinnis / Batman    | Will Friedle                                               | Didier Cherbuy             |
| Bruce Wayne                | Kevin Conroy                                               | Patrick Messe              |
| Maxine « Max » Gibson      | Cree Summer                                                | Sophie Baranès             |
| Commissaire Barbara Gordon | Stockard Channing (saisons 1 et 2) Angie Harmon (saison 3) | Anne Rochant               |
| Ace                        | Frank Welker                                               |                            |

### Protagonistes secondaires
| Personnage             | Comédien version originale, | Comédien version française                                                     |                     | Personnage                                                             | Comédien version originale,                                                        | Comédien version française |
| Mary McGinnis          | Teri Garr                   | Véronique Alycia (2) Catherine Privat (5) Virginie Ogouz (18) Laura Blanc (27) | Nelson Nash         | Seth Green                                                             | Ludovic Baugin                                                                     |                            |
| Matt McGinnis          | Ryan O'Donohue              | Caroline Vigier (majorité)                                                     | Chelsea Cunnigham   | Yvette Lowenthal (1, 5, 9, 11, 22 et 26) Rachael Leigh Cook (29 et 33) | Sara Marot(5 et 16) Marie-Eugénie Maréchal (9 et 24) Edwige Lemoine (22, 29 et 33) |                            |
| Dana Tan               | Lauren Tom                  | Sarah Marot (1-19) Laura Blanc (19-)                                           | Procureur Sam Young | Paul Winfield                                                          | Jean-François Aupied (11 et 16) Philippe Roullier (32)                             |                            |
| Bobbi « Blade » Summer | Melissa Disney              | Véronique Alycia (4, 24 et 26) Laura Blanc (34)                                | Howard Groote       | Max Brooks                                                             | Christophe Lemoine (26 et 34) Benjamin Pascal (40) Mathias Kozlowski (45)          |                            |

### Les criminels
| Personnage                        | Comédien version originale,                  | Comédien version française                   |                                                | Personnage                                     | Comédien version originale,              | Comédien version française |
| Derek Powers / Blight (Le Fléau)  | Sherman Howard                               | Jean-Jacques Nervest                         | Charlie Bigelow / Big Time (Mégalo)            | Stephen Baldwin Clancy Brown (43)              | Olivier Cordina (38) Marc Alfos (43)     |                            |
| Inque                             | Shannon Kenny                                | Ivana Coppola                                | Mr Fixx                                        | George Takei                                   |                                          |                            |
| Curare                            | Melissa Disney                               | Sophie Baranès                               | Ian Peek                                       | Michael McKean                                 |                                          |                            |
| Walter Shreeve / Shriek (Stridor) | Chris Mulkey                                 | Pierre Tessier (10) Patrice Baudrier (25)    | Abel Cuvier                                    | Ian Buchanan                                   |                                          |                            |
| Le Roi                            | George Lazenby                               | Patrice Baudrier                             | Zander                                         | Alexis Denisof                                 |                                          |                            |
| Melanie Walker / le Dix           | Olivia d'Abo                                 |                                              | Vance                                          | Stacy Keach                                    |                                          |                            |
| La Reine                          | Amanda Donohoe (6) Sarah Douglas (20 et 42)  |                                              | Mutro Botha                                    | Tim Curry                                      |                                          |                            |
| Jack / le Valet                   | Scott Cleverdon (6) Nicholas Guest (en) (42) |                                              | Dr David Wheeler                               | John Ritter                                    |                                          |                            |
| Ira Billings / Spellbinder        | Jon Cypher                                   |                                              | J-Man, le chef des Jokerz (en)                 | Bruce Timm                                     |                                          |                            |
| Stalker                           | Carl Lumbly                                  | Patrice Baudrier                             | Stanley Labowski / Stan le Détraqué (Mad Stan) | Henry Rollins                                  | Sylvain Lemarié                          |                            |
| Paxton Powers                     | Cary Elwes Parker Stevenson                  | Patrice Baudrier (13) Constantin Pappas (42) | Scab                                           | Marc Worden                                    | Kris Bénard (1) Éric Missoffe (14 et 48) |                            |
| Jim Tate / l'Armurier             | Dorian Harewood                              | Frantz Confiac                               | False Face                                     | Townsend Coleman                               |                                          |                            |
| Simon Harper                      | Tristan Rogers                               |                                              | Dr Childes                                     | Xander Berkeley                                |                                          |                            |
| Willie Watt                       | Scott McAfee                                 |                                              | Ramrod                                         | Ice-T                                          |                                          |                            |
| Ma Mayhem                         | Kathleen Freeman                             |                                              | Payback                                        | Bill Fagerbakke (masqué) Adam Wylie (démasqué) |                                          |                            |

### Autres personnages
Note : Ici ne se listent que les personnages apparus dans la série ayant un rôle important ou étant interprétés par un acteur ayant une certaine notoriété et ne pouvant être placés dans les sections supérieures.
| Personnage                        | Comédien version originale,        | Comédien version française |                  | Personnage                                                               | Comédien version originale, | Comédien version française |
| Warren McGinnis, le père de Terry | Michael Gross                      |                            | Agent Bennett    | Joe Spano (28 et 33) Kurtwood Smith (50)                                 |                             |                            |
| Victor Fries / Mister Freeze      | Michael Ansara                     | Jean-Claude Sachot         | Agent Marcia Lee | Lauren Tom                                                               |                             |                            |
| Talia al Ghul                     | Olivia Hussey                      | Brigitte Berges            | Tony Maycheck    | Stephen Collins                                                          |                             |                            |
| Ra's al Ghul                      | David Warner                       | Patrick Osmond             | Bill Wallace     | Dan Lauria                                                               |                             |                            |
| Superman                          | Christopher McDonald               | Pascal Germain             | Dr Price         | Wendie Malick                                                            |                             |                            |
| Warhawk                           | Peter Onorati                      | Bernard Bollet             | Tamara           | Mara Wilson                                                              |                             |                            |
| Big Barda                         | Farrah Forke                       | Sophie Lepanse             | Aaron Herbst     | William H. Macy                                                          |                             |                            |
| Aquagirl                          | Jodi Benson                        | Edwige Lemoine             | Ollie            | Michael Rosenbaum                                                        |                             |                            |
| Micron                            | Wayne Brady                        |                            | Stephanie Lake   | Linda Hamilton                                                           |                             |                            |
| Kai-Ro / Green Lantern            | Lauren Tom                         | Caroline Vigie             | Dr Peter Corso   | Ed Begley Jr.                                                            |                             |                            |
| Zeta                              | Gary Cole (28) Diedrich Bader (50) |                            | Eldon Michaels   | Patton Oswalt                                                            |                             |                            |
| Ro                                | Julie Nathanson (en)               |                            | Trio Tellurique  | 2D Man (Jeff Glen Bennett) Freon (Laura San Giacomo) Magma (Robert Davi) |                             |                            |
| Kairi Tanaga                      | Takayo Fischer                     |                            | Trio Tellurique  | 2D Man (Jeff Glen Bennett) Freon (Laura San Giacomo) Magma (Robert Davi) |                             |                            |

## Conception

### Début du projet et inspirations
La série de Batman de 1992 avait rencontré un fort succès et avait donné lieu à la série Superman en 1996 ainsi qu'une nouvelle série Batman en 1997.
En voyant le succès de certaines séries comme Buffy contre les vampires, Jamie Kellner (en), chef de la programmation à The WB Television Network, voulait voir un Batman adolescent afin de toucher une case plus jeune,. Cela a été difficile pour les producteurs car ils souhaitaient continuer l'histoire de la série de 1997 d'autant plus que dans la continuité de l'univers, Bruce Wayne n'était pas Batman lorsqu'il était adolescent,,. Durant la même réunion ils ont immédiatement parlé d'un Batman se déroulant dans le futur et à leur grand étonnement cela a plu à Kellner et il leur a dit qu'ils pouvaient commencer à faire la série. Le projet a eu plusieurs noms comme The Tomorrow Knight ou Batman Tomorrow.
La production était assez courte, sachant que les équipes devaient créer un tout nouvel univers et en même temps clore les séries Superman et Batman. Glen Murakami s'est inspiré de plusieurs classiques néo-noir comme Akira ou Blade Runner pour façonner Gotham,. La série se passant dans le futur, quasiment aucun asset n'a pu être réutilisé.
À partir de la saison 2 le département Broadcast Standards and Practices (en) a été plus strict. Stan Berkowitz explique que l'épisode Comme des robots a perdu beaucoup d'allusions à la Fusillade de Columbine.
Darwyn Cooke a conçu la séquence titre. Des figurines ont servi pour mettre les personnages durant la séquence,.

### Personnages

#### De la nouveauté et des retours
La série a créé bon nombre de personnages, l'équipe ne voulait pas que Terry affronte les mêmes ennemis que Batman. La grande partie des personnages était d'abord dessinée, puis les scénaristiques devaient leur trouver une histoire.

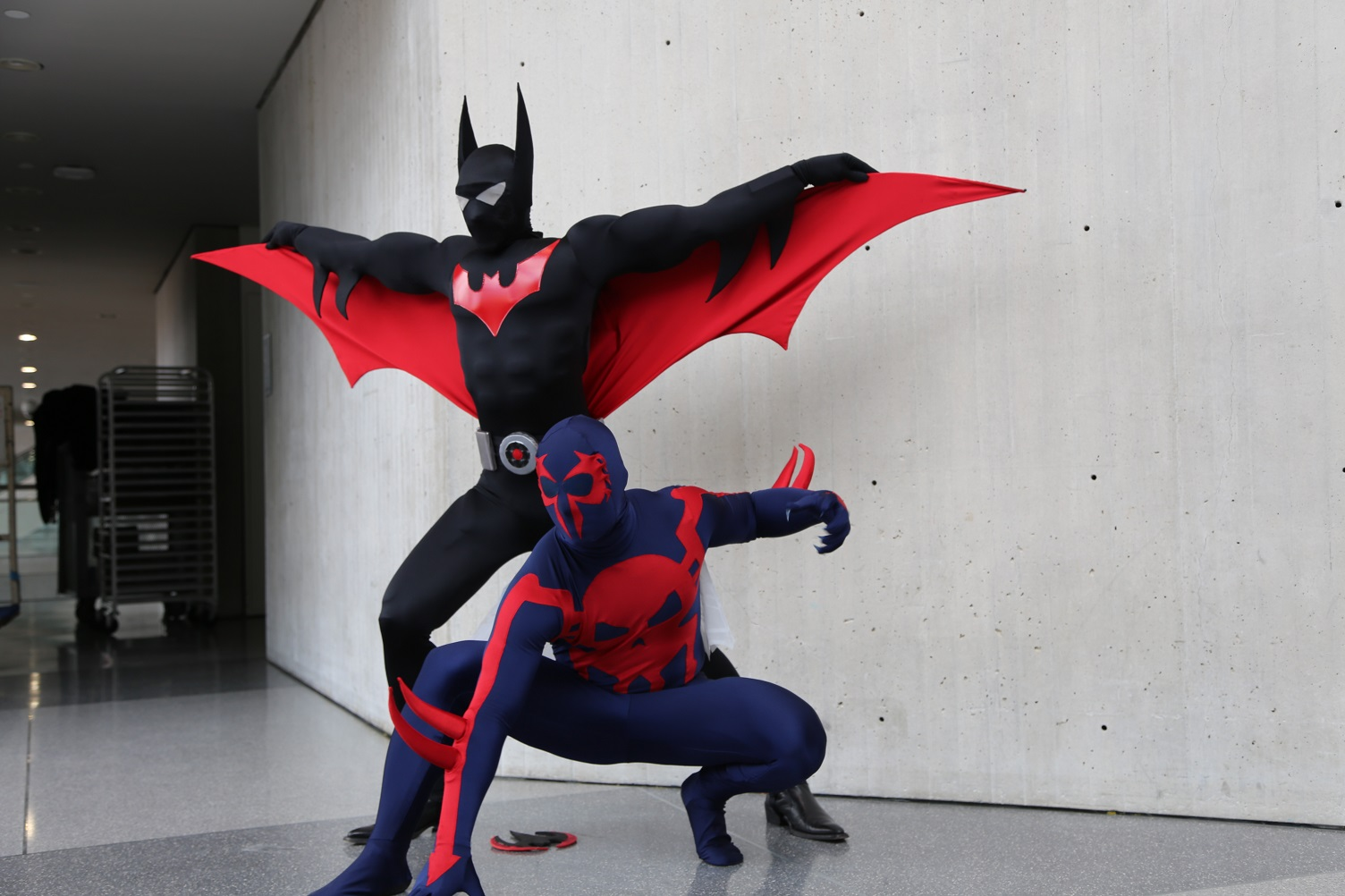
Cosplay de Batman (Terry McGinnis) avec Spider-Man 2099

Le personnage principal de la série est Terry McGinnis, un adolescent qui vit chez ses parents, Warren et Mary ainsi qu'avec son frère Matt. Héros des précédentes séries, Bruce Wayne doit rendre le costume de Batman à cause de sa forme physique qui s'est dégradée au fil des années, et vit en solitaire avec son chien Ace, Alfred n'étant pas présent dans la série. Ace est un dogue allemand apparu pour la première fois dans le numéro 92 du comics Batman.
Mettre Terry dans le rôle de Batman et écarter Bruce Wayne a été difficile pour les scénaristes à comprendre, de nombreux scripts tournant uniquement autour de Bruce Wayne. À l'instar de Peter Parker / Spider-Man, Terry doit alterner entre sa vie d'étudiant et le fait qu'il doit combattre le crime en tant que justicier masqué. Le costume de Batman a délaissé la cape et est entièrement noir à l'exception du symbole de la chauve-souris qui est rouge. Il dispose également de petits réacteurs pour voler ainsi qu'un système de camouflage,.
Du côté des alliés, Barbara Gordon est l'une des rares personnages à faire son retour. Ancienne Batgirl, elle est désormais commissaire de police, succédant ainsi à son père, Jim, absent de la série. À partir de la saison 2 apparaît Max Gibson qui deviendra une amie de Terry, puis grâce notamment à ses connaissances en informatique, une de ses alliées.
Parmi l'entourage du lycée se trouve Dana Tan, la petite amie de Terry ; Chelsea Cunningham, une lycéenne très populaire ; Nelson, décrit comme un tyran avec les gens impopulaires ; ou encore Howard Groote. Plusieurs de ses ennemis proviennent de l'école où il étudie comme Spellbinder, qui y travaille en tant que psychologue, ou encore Willie Watt, un lycéen.
Les membres du Trio Tellurique s'inspirent des Quatre Fantastiques, tandis que le Gang du Flush Royal, dont l'apparence s'inspire de Carte à jouer, vient du comics Justice League of America #43 de mai 1966. Sa relation avec Mélanie Walker / le Dix reflète celle de Bruce Wayne et de Catwoman,. Les Jokerz (en) s'habillent et se maquillent en hommage au Joker.
Parmi les quelques vilains qui reviennent, on trouve notamment Victor Fries / Mister Freeze, Bane, Talia al Ghul et Ra's al Ghul.
L'androïde Zeta apparu dans les épisodes Zeta et Countdown aura droit plus tard à son spin-off, Le Projet Zeta (2001-2002), tandis que le double épisode The Call montre pour la première fois dans le DC Animated Universe et environ 1 an avant la série La Ligue des justiciers, la « Justice League Unlimited » composée de Superman - beaucoup plus âgé que dans la série de 1996 - Mareena / Aquagirl, Big Barda, Kai-Ro / Green Lantern, Micron et Warhawk.
Portant un costume noir, des lunettes rondes et ayant le crâne dégarni, un personnage faisant office de comique de répétition a été nommé « Mr. Lucky », dû au fait qu'il se retrouve bien souvent en danger au travers de la série.

#### Attribution des rôles

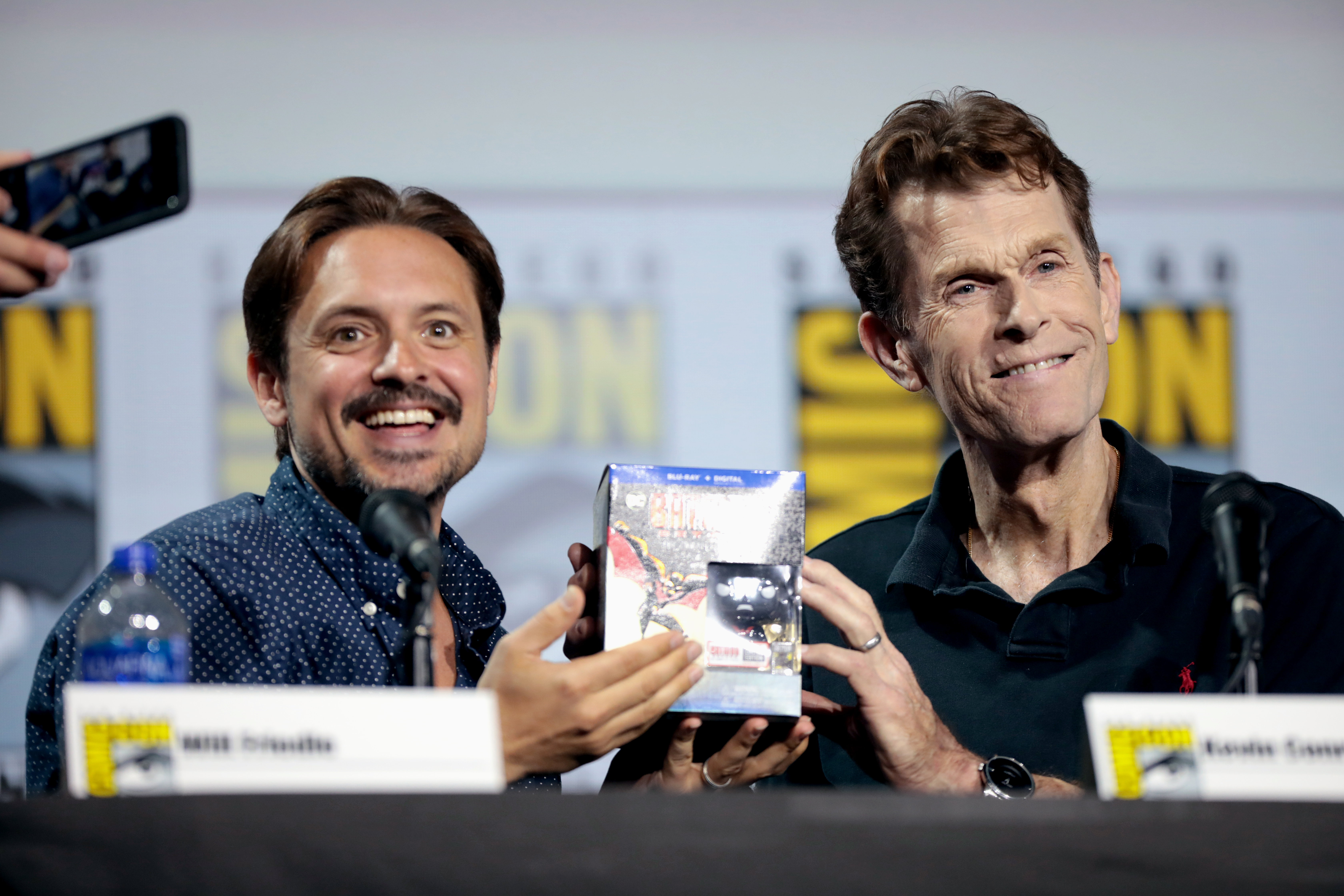
Will Friedle (gauche) et Kevin Conroy (droite), les interprètes respectifs de Terry McGinnis / Batman et Bruce Wayne.

Comme pour les précédentes séries les comédiens ont été dirigés par Andrea Romano (en). Kevin Conroy, l'interprète de Batman revient également, ce qui a permis de confirmer la continuité par rapport aux autres séries. Dans l'esprit des précédentes séries de ne pas faire des voix « cartoonesques », il met juste plus de profondeur, de grave dans sa voix et travaille sa respiration pour faire un Bruce Wayne plus âgé.

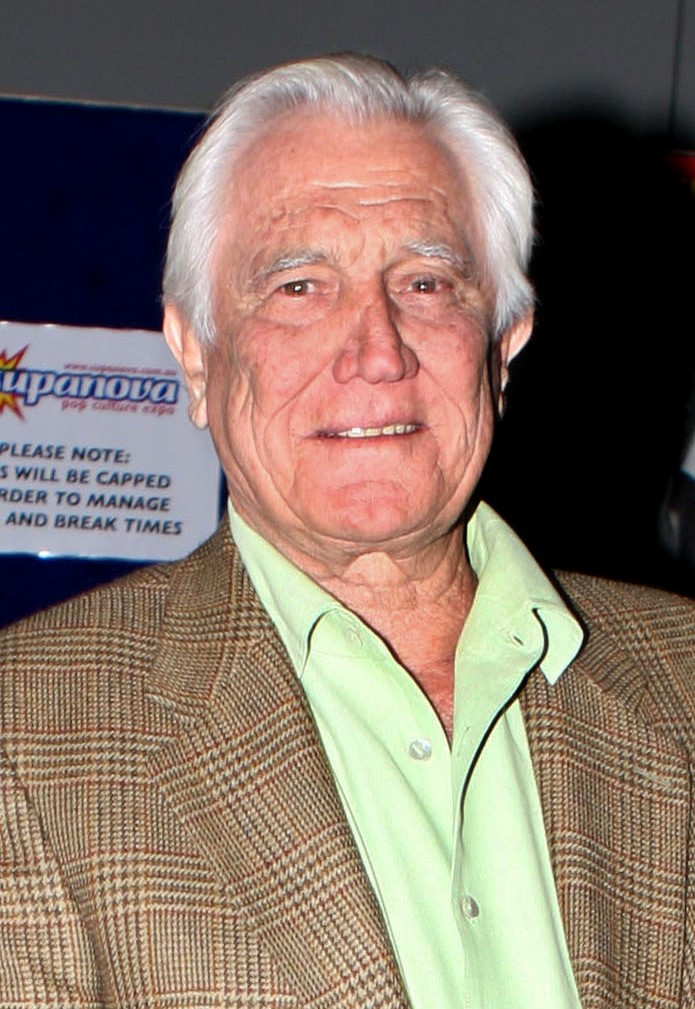
Rendu célèbre pour son interprétation de James Bond dans le film Au service secret de Sa Majesté, George Lazenby prête sa voix au Roi dans la série.

Pour Terry McGinnis, Will Friedle a été choisi après qu'Andrea Romano ait écouté plus de 250 personnes et fait passer une cinquante d'auditions avant de rencontrer Friedle. C'est la femme de Bruce Timm qui a mentionné Friedle, l'ayant vu dans la série Incorrigible Cory. À l'instar de Kevin Conroy lorsqu'il a auditionné pour la série de 1992, Friedle n'avait encore jamais prêté sa voix à un personnage. Il a pu compter sur Conroy pour lui donner des conseils.
À l'instar des précédentes séries, Andrea Romano a également recruté dans des rôles réguliers ou le temps d'un épisode, plusieurs comédiens connus. George Lazenby, le célèbre agent 007 prête sa voix au Roi du Royal Flush Gang tandis que Linda Hamilton interprète Stéphanie Lake après avoir prêté sa voix à Susan Maguire dans la série de 1997. Elle n'est pas la seule membre du casting des Terminator dans la série, puisque Robert Patrick interprète Richard Armacost et Paul Winfield est la voix du procureur Sam Young.
Alors qu'il devait jouer le Joker dans la série de 1992 avant d'être remplacé au cours de la production, Tim Curry prête sa voix à Mutro Botha,. Christopher McDonald qui avait prêté sa voix à Jor-El dans la série Superman de 1996 interprète une version plus âgée de Superman remplaçant ainsi Tim Daly. Le rappeur Ice-T interprète Ramrod. Célèbre comédien dont l'une des particularités et d'imiter les animaux, Frank Welker joue Ace, après avoir joué Isis dans la série de 1992. Bruce Timm prête sa voix au chef des Jokerz.

### Musique
Compte tenu du changement de direction que prenait la série en mettant en scène un Batman dans le futur, les producteurs doutaient que les compositeurs des précédentes séries habitués aux Symphonie pourraient s'accommoder à ce nouvel univers et composer de la musique du genre rock électronique,,. Shirley Walker a tout de même insisté et a envoyé son équipe enregistrer des démos.
La bande originale est composée par Kristopher Carter (en), Lolita Ritmanis (en), Michael McCuistion et Shirley Walker qui supervise également. Ils étaient tous déjà à l'œuvre dans les précédentes séries du DCAU. Pour le thème du générique, Bruce Timm a décidé qu'une des chansons présentes sur la démo de Kristopher Carter conviendrait.

## Épisodes
Note : La liste des épisodes ci-après respecte l'ordre original de première diffusion aux États-Unis mais ne correspond pas toujours à l'ordre des diffusions françaises. Ces dernières suivent l'ordre de production des épisodes.

### Première saison (1999)
1. Renaissance, 1re partie (Rebirth, Part 1)
2. Renaissance, 2e partie (Rebirth, Part 2)
3. La Bête noire (Black Out)
4. Le Golem (Golem)
5. Dérapage (The Winning Edge)
6. La main passe (Dead Man's Hand)
7. Le Fléau (Meltdown)
8. Monstres sacrés (Heroes)
9. Hypnose (Spellbound)
10. Stridor (Shriek)
11. Remise en forme (Disappearing Inque)
12. Un soupçon de curare (A Touch of Curaré)
13. Perdu corps et bien (Ascension)

### Deuxième saison (1999-2000)
1. Zoologie (Splicers)
2. Séismes (Earth Mover)
3. Rodéo aérien (Joyride)
4. L'Avatar numérique (Lost Soul)
5. Un profil peut en cacher un autre (Hidden Agenda)
6. Chasse gardée (Bloodsport)
7. Chat échaudé (Once Burned)
8. Une vie de rêve (Hooked Up)
9. L'Armée des rats (Rats!)
10. Télépathie (Mind Games)
11. Revenant (Revenant)
12. Dialogue de sourds (Babel)
13. Robotique (Terry's Friend Dates a Robot)
14. Le Monde à l'envers (Eyewitness)
15. Le Survivant (Final Cut)
16. Comme des robots (The Last Resort)
17. L'Armurier (Armory)
18. Ça tombe à pic (Sneak Peek)
19. Bébé-œuf (The Eggbaby)
20. Zeta (Zeta)
21. Le Caméléon (Plague)
22. Lune d'avril (April Moon)
23. Les Sentinelles du dernier cosmos (Sentries of the Last Cosmos)
24. Laserman (Payback)
25. Mais où est Terry ? (Where's Terry ?)
26. Combats de chiens (Ace in the Hole)

### Troisième saison (2000-2001)
1. La rançon du roi (King's Ransom)
2. L'inaccessible (Untouchable)
3. Liquidités (Inqueling)
4. Megalo (Big Time)
5. Futur-ex (Out of the Past)
6. Les Lois de la nature (Speak no Evil)
7. La Ligue des justiciers, 1re partie (The Call, Part 1)
8. La Ligue des justiciers, 2e partie (The Call, Part 2)
9. Trahison (Betrayal)
10. Kobra, 1re partie (Curse of the Kobra, Part 1)
11. Kobra, 2e partie (Curse of the Kobra, Part 2)
12. Compte à rebours (Countdown)
13. Mise à nu (Unmasked)

### Crossover

#### Avec la sérieStatic Choc
1. Retour vers le futur (Future Shock)

Static est envoyé 40 ans dans le futur, où il doit aider le Batman de cette ère, Terry McGinnis, à sauver un autre super-héros, lui-même. (Note : Dans l'ère de Batman, la relève, Static est membre, tout comme Batman, de La Ligue des justiciers du futur).

#### Avec la sérieLa Ligue des justiciers
La numérotation des épisodes est celle de La Ligue des justiciers.
1. Il était une fois dans le futur, 1re partie (The Once and Future Thing, Part 1: Weird Western Tales) : Batman, Wonder Woman, et Green Lantern poursuivent Chronos dans le passé, où ils s'allient avec les héros DC de l'ère du Far West. Après avoir éliminé la technologie du futur qu'il a transporté à cette époque, ils poursuivent à nouveau Chronos au travers du temps, dans le futur. Warhawk, membre de La Ligue des justiciers de l'ère de Batman, la relève reconnaît John Stewart. Il s'avère qu'il est son fils, et celui de Hawkgirl.
2. Il était une fois dans le futur, 2e partie (The Once and Future Thing, Part 2: Time Warped) : Batman, Green Lantern et Wonder Woman traquent Chronos dans le Gotham City du futur. Ils arrivent juste à temps pour combattre un groupe de Jokerz aux côtés de La Ligue des justiciers du futur. Les voyageurs temporels sont amenés dans un refuge de la ligue, où Bruce Wayne révèle que Chronos a mené le gang des Jokerz, avec sa technologie, à éliminer la ligue. Les héros arrivent à vaincre les Jokerz, et Batman (Bruce Wayne) emprisonne Chronos dans une boucle temporelle, juste avant son premier saut dans le temps, éliminant ainsi tous les événements des épisodes de la continuité temporelle.
3. Épilogue (Epilogue) : Dans le futur, quinze ans après la fin de la série, Amanda Waller, ancienne responsable du Projet Cadmus révèle à Terry McGinnis qu'il est le résultat de manipulations scientifiques, et est en fait le fils biologique de Bruce Wayne, créé dans le cadre d'un projet nommé Batman Beyond.

## Commentaires
La série a été suivie d'un film, en 2000, Batman, la relève : Le Retour du Joker, l'histoire trouvant une conclusion dans l'épisode Épilogue de la quatrième saison de la série télévisée La Nouvelle Ligue des justiciers (Justice League Unlimited).

### Le projetBatman Beyond
Dans l'épisode Épilogue de La Ligue des justiciers, il est révélé que Terry McGinnis est en fait le fils biologique de Bruce Wayne, à la suite de manipulations génétiques. Terry confronte Amanda Waller, ancienne directrice du Projet Cadmus, qui justifie cet acte en lui indiquant qu'elle avait fini par être persuadée que le monde aurait toujours besoin de Batman.
À cette fin, Waller a créé le sous-projet Batman Beyond et a fait injecter le contenu modifié d'une seringue à Warren McGinnis, père de Terry McGinnis, au cours d'une consultation médicale de routine. Cette seringue contenait un nano-virus développé par le Projet Cadmus, et un échantillon de l'ADN de Bruce Wayne. Son plan était ensuite de reproduire le traumatisme psychologique que Bruce Wayne avait connu dans son enfance, afin que Terry devienne un nouveau Batman. Pour cela, elle a recruté l'ex-fiancée de Bruce Wayne, Andrea Beaumont (du film Batman contre le fantôme masqué) pour assassiner les parents de Terry devant lui. Toutefois, Andrea ne put s'y résoudre, et confronta Waller qui se rendit compte qu'en tuant des innocents pour créer un nouveau Batman, elle irait à l'encontre de tout ce qu'il représente. Le projet fut alors abandonné mais, quelques années plus tard, Derek Powers en faisant tuer Warren McGinnis, prépara involontairement la carrière de Terry en tant que Batman.
D'après le scénariste Dwayne McDuffie, Bruce, étant le plus grand détective au monde, était conscient que Terry était pratiquement un clone de lui-même, mais il n'aborda jamais le sujet, ne souhaitant pas que Terry vive dans son ombre.
Bien que ce ne soit pas indiqué, en conséquence des agissements du Projet Cadmus, le jeune frère de Terry, Matt, est lui aussi un produit du projet Batman Beyond et est donc le fils biologique de Bruce Wayne.

### Continuité avec lescomics
Le Batman du futur, Terry McGinnis, est une création de Paul Dini et Bruce Timm pour la série animée. C'était également le cas de Harley Quinn, qui a depuis été intégrée à la continuité DC Comics, en apparaissant dans leurs titres réguliers, aux côtés du Joker. Il semble que ce soit désormais au tour de Terry McGinnis d'obtenir cette reconnaissance. Dans Superman/Batman #22 (écrit par Jeph Loeb, dessiné par Ed McGuinness), le Batman du futur apparaît avec le costume qu'on lui connait, et Terry est mentionné dans le numéro suivant (nommé par erreur Tim dans la première édition). Cette apparition reste cependant sujette à caution, les événements de ces numéros s'avérant par la suite être le produit des manipulations du Joker et de Mr Mxyztplk.

### Une certaine vision du futur
Au fil des épisodes, la série aborde plusieurs thématiques liés à la vision du futur, : 
- L'épissage : L'épisode Splicers parle de l'épissage et montre le mélange d'ADN humain avec celui des animaux[10],[29] ;
- La réalité virtuelle : Dans l'épisode Hooked Up, le criminel Spellbinder créé un monde virtuel pour piéger ses ennemis, tandis que dans l'épisode Sentries of the Last Cosmos, plusieurs jeunes se servent de casques de réalité virtuelle pour jouer à des jeux[10] ;
- Le téléchargement de l'esprit : Dans l'épisode Lost Soul, Robert Vance transfère sa conscience dans le réseau informatique de sa compagnie[29] ;
- La biomécatronique : L'épisode April Moon, montre des personnages ayant plusieurs parties de leur corps avec des éléments mécaniques afin augmenter leur condition physique[30] ;
- La place des androïdes : L'androïde Zeta est doté d'une conscience artificielle tandis que dans l'épisode Terry's Friend Dates a Robot une usine d'androïdes / synthétiques est montrée et le personnage d'Howard en achète un pour en faire sa copine[10].

## Accueil

### Réception critique
Le site IGN a nommé la série 40e dans sa liste des 100 meilleures séries animées.

## Produits dérivés

### Sorties en DVD et disque Blu-ray
La série dans son intégralité en France en coffret édition deluxe Digisleeve le 4 décembre 2019, édité par Warner. Le coffret comprend donc l'intégrale de la série Batman Beyond (saisons 1 à 3), mais aussi le Blu-ray du film Le Retour du Joker (76'), et 4 cartes collector lenticulaires de la série.

### Films vidéo
- 1999 : Batman, la relève : Le Film (Batman Beyond: The Movie) - compilation des six premiers épisodes de la série
- 2000 : Batman, la relève : Le Retour du Joker (Batman Beyond: Return of the Joker)

### Série dérivée
Le Projet Zeta est une série dérivée basée sur l'androïde Zeta apparu pour la première fois dans Batman, la relève. Son apparence y est différente de celle qu'il prendra dans sa propre série.